# Candida caseinolytica
Candida caseinolytica är en svampart som beskrevs av Phaff, Starmer, Lachance & Ganter 1994. Candida caseinolytica ingår i släktet Candida, ordningen Saccharomycetales, klassen Saccharomycetes, divisionen sporsäcksvampar och riket svampar.   Inga underarter finns listade i Catalogue of Life.